# 汕头市聿怀中学
汕头市聿怀中学，简称聿怀中学或三中，是广东省汕头市历史最为悠久的学校之一。

## 沿革
它创办于1877年，最初为英国基督教长老会创办的宗教学校。聿怀，语出《诗经·大雅·大明》“维此文王，小心翼翼，昭事上帝，聿怀多福”。该校著名校友有中国科学院院士郑度，中国工程院院士郭予元、黄旭华、饶芳权、周福霖。因此在粤东地区享有“一校五院士”的美誉。
学校现为广东省国家级示范性普通高中、广东省一级学校、金平区重点中学。分校本部、大洋校区两个校区，设56个教学班，3600余名学生。教职工260余人，专任教师210人，其中特级教师3人，高级教师56人，一级教师43人。
2022年，停止与聿怀初级中学的合作（后改名为金平区蓝天学校），自主建立聿怀中学初中部